# Sedum trullipetalum
Sedum trullipetalum är en fetbladsväxtart som beskrevs av William Jackson Hooker och Thoms.. Sedum trullipetalum ingår i Fetknoppssläktet som ingår i familjen fetbladsväxter. Utöver nominatformen finns också underarten S. t. ciliatum.